# Martín García (futbolista nacido en 1998)
Martín García (General Villegas, provincia de Buenos Aires, Argentina; 25 de agosto de 1998) es un futbolista argentino. Juega de defensor y su equipo actual es Almagro de la Primera Nacional.

## Carrera

### Sarmiento de Junín
García llegó a las divisiones inferiores de Sarmiento de Junín a una muy temprana edad. Llegaría su debut el 1 de diciembre de 2018, cuando fue titular en el empate como local 1-1 ante Gimnasia y Esgrima de Jujuy. Esa misma temporada, el Verde llegaría a jugar dos finales para ascender a la Primera División (ambas las perdió, frente a Arsenal y Central Córdoba de Santiago del Estero) y el lateral derecho jugó apenas 6 encuentros.
Comenzó a ganarse la titularidad en la temporada 2020, cuando Sarmiento de Junín logró el campeonato para ascender, luego de 3 años, a la máxima categoría. Martín García disputó siete de los ocho partidos en juego, y uno de ellos fue la final que enfrentó al equipo bonaerense con Estudiantes de Río Cuarto, aunque sería expulsado faltando 10 minutos para la finalización del encuentro.
Debutó en Primera División el 10 de marzo de 2021 en el empate 1-1 contra Platense por la fecha 1 de la Copa de la Liga Profesional. Durante esta temporada, el jugador surgido de las inferiores de Sarmiento, jugó 29 partidos.

### Estudiantes de Río Cuarto
Ante la poca continuidad en Sarmiento (durante la temporada 2022 disputó apenas un encuentro), García fue prestado a Estudiantes de Río Cuarto, equipo de la Primera Nacional. Debutó en el conjunto cordobés el 12 de junio, en la victoria sobre Deportivo Riestra por 2 a 0, ingresando en el entretiempo por Gastón Bottino. En los seis meses que estuvo en el club, jugó 20 partidos y no convirtió ningún gol.

### Quilmes
Tras rescindir su contrato en Estudiantes de Río Cuarto, y regresar a Sarmiento, el futbolista nuevamente fue prestado. En esta ocasión, el nuevo equipo es Quilmes, también participante de la segunda categoría, quien es dirigido por Mario Sciacqua, que conoce a Martín García por su paso por Sarmiento de Junín.

## Estadísticas

### Clubes
- Actualizado hasta el 17 de agosto de 2025.

| Sarmiento (J) Argentina | 2.ª                 | 2018-19             | 5   | 0 | 1 | 0 | - | - | 6   | 0 | 0    |
| Sarmiento (J) Argentina | 2.ª                 | 2019-20             | 1   | 0 | 0 | 0 | - | - | 1   | 0 | 0    |
| Sarmiento (J) Argentina | 2.ª                 | 2020                | 7   | 0 | 0 | 0 | - | - | 7   | 0 | 0    |
| Sarmiento (J) Argentina | 1.ª                 | 2021                | 29  | 0 | 1 | 0 | - | - | 30  | 0 | 0    |
| Sarmiento (J) Argentina | 1.ª                 | 2022                | 1   | 0 | 0 | 0 | - | - | 1   | 0 | 0    |
| Sarmiento (J) Argentina | 1.ª                 | 2024                | 0   | 0 | 0 | 0 | - | - | 0   | 0 | 0    |
| Sarmiento (J) Argentina | Total club          | Total club          | 43  | 0 | 2 | 0 | - | - | 45  | 0 | 0    |
| Estudiantes (RC) Argentina | 2.ª                 | 2022                | 20  | 0 | - | - | - | - | 20  | 0 | 0    |
| Estudiantes (RC) Argentina | Total club          | Total club          | 20  | 0 | - | - | - | - | 20  | 0 | 0    |
| Quilmes Argentina | 2.ª                 | 2023                | 20  | 0 | - | - | - | - | 20  | 0 | 0    |
| Quilmes Argentina | Total club          | Total club          | 20  | 0 | - | - | - | - | 20  | 0 | 0    |
| Güemes (SdE) Argentina | 2.ª                 | 2024                | 17  | 1 | - | - | - | - | 17  | 1 | 0.06 |
| Güemes (SdE) Argentina | Total club          | Total club          | 17  | 1 | - | - | - | - | 17  | 1 | 0.06 |
| Almagro Argentina | 2.ª                 | 2025                | 23  | 0 | - | - | - | - | 23  | 0 | 0    |
| Almagro Argentina | Total club          | Total club          | 23  | 0 | - | - | - | - | 23  | 0 | 0    |
| Total en su carrera | Total en su carrera | Total en su carrera | 123 | 1 | 2 | 0 | - | - | 125 | 1 | 0.01 |
| (1) Las copas nacionales se refiere a la Copa Argentina y a la Copa de la Liga Profesional. (2) Las copas internacionales se refiere a la Copa Libertadores y a la Copa Sudamericana. (3) Media de goles por encuentro. No incluye goles en partidos amistosos. |                     |                     |     |   |   |   |   |   |     |   |      |